# Håmansmarens naturreservat
Håmansmarens naturreservat är ett naturreservat i Gävle kommun i Gävleborgs län.
Området är naturskyddat sedan 2020 och är 17 hektar stort. Reservatet ligger innanför Harkskärsfjärden nordost om Gävle och består av våtmarker med tjärnar och rikkärr och skog av tall och barrskog med lövträdinslag.